# GPRC5D
GPRC5D (англ. G protein-coupled receptor class C group 5 member D) – білок, який кодується однойменним геном, розташованим у людей на короткому плечі 12-ї хромосоми. Довжина поліпептидного ланцюга білка становить 345 амінокислот, а молекулярна маса — 38 791.
| 10         |  | 20         |  | 30         |  | 40         |  | 50         |
| ---------- |  | ---------- |  | ---------- |  | ---------- |  | ---------- |
| MYKDCIESTG |  | DYFLLCDAEG |  | PWGIILESLA |  | ILGIVVTILL |  | LLAFLFLMRK |
| IQDCSQWNVL |  | PTQLLFLLSV |  | LGLFGLAFAF |  | IIELNQQTAP |  | VRYFLFGVLF |
| ALCFSCLLAH |  | ASNLVKLVRG |  | CVSFSWTTIL |  | CIAIGCSLLQ |  | IIIATEYVTL |
| IMTRGMMFVN |  | MTPCQLNVDF |  | VVLLVYVLFL |  | MALTFFVSKA |  | TFCGPCENWK |
| QHGRLIFITV |  | LFSIIIWVVW |  | ISMLLRGNPQ |  | FQRQPQWDDP |  | VVCIALVTNA |
| WVFLLLYIVP |  | ELCILYRSCR |  | QECPLQGNAC |  | PVTAYQHSFQ |  | VENQELSRAR |
| DSDGAEEDVA |  | LTSYGTPIQP |  | QTVDPTQECF |  | IPQAKLSPQQ |  | DAGGV      |

A: Аланін

C: Цистеїн

D: Аспарагінова кислота

E: Глутамінова кислота

F: Фенілаланін

G: Гліцин

H: Гістидин

I: Ізолейцин

K: Лізин

L: Лейцин

M: Метіонін

N: Аспарагін

P: Пролін

Q: Глутамін

R: Аргінін

S: Серин

T: Треонін

V: Валін

W: Триптофан

Кодований геном білок за функціями належить до рецепторів, g-білокспряжених рецепторів, білків внутрішньоклітинного сигналінгу. 
Задіяний у такому біологічному процесі, як альтернативний сплайсинг. 
Локалізований у клітинній мембрані, мембрані.